# Tomas Barrón
Tomás Barrón is een provincie in het departement Oruro in Bolivia. De provincie heeft een oppervlakte van 356 km² en heeft 5.267 inwoners (2012). De hoofdstad is Eucaliptus.
Tomás Barrón bestaat uit één gemeente: Eucaliptus (identiek aan de provincie).
Atahuallpa · 
Carangas · 
Cercado · 
Eduardo Avaroa · 
Ladislao Cabrera · 
Litoral de Atacama · 
Nor Carangas · 
Pantaléon Dalence · 
Poopó · 
Puerto de Mejillones · 
Sajama · 
San Pedro de Totora · 
Saucarí · 
Sebastián Pagador · 
Sud Carangas · 
Tomas Barrón